# NRJ Music Awards
De NRJ Music Awards zijn Franse publieksmuziekprijzen die sinds 2000 jaarlijks worden uitgereikt door het commerciële radiostation NRJ in samenwerking met de commerciële zender TF1. De uitreiking vindt plaats in de derde week van januari, in de plaats Cannes. Was de uitreiking in het begin nog voornamelijk een Franse aangelegenheid, inmiddels hebben de prijzen ook internationaal het nodige aanzien verworven.
Per categorie selecteert een jury, samengesteld uit bekende gezichten van NRJ en TF1, 5 artiesten of groepen waar het publiek vervolgens per SMS of over het internet voor kan stemmen. Mylène Farmer is de zangeres die de prijs het vaakst heeft gewonnen, 8 keer. Het is elk jaar de gewoonte een cd uit te brengen met een compilatie van de genomineerde sterren, maar regelmatig staan hier ook niet genomineerde zangers op. Tegenwoordig komt er een groot aantal zowel Franse als internationale artiesten op het evenement af. Het is voor NRJ een goede gelegenheid zichzelf internationaal te presenteren, en zich onmisbaar voor de Franse markt te tonen voor de grote platenlabels.
Er zijn verschillende kritiekpunten op de prijzen geuit. Zo zou de uitreiking eerder ter meerdere eer en glorie van de twee organiserende bedrijven zijn, en zouden artiesten die dicht bij deze bedrijven staan bevoordeeld worden ten opzichte van andere. Bovendien wordt er gezegd dat de gemaakte selectie eerder is gebaseerd op de bekendheid of beroemdheid van de artiest dan op de kwaliteit. Ook een aantal blunders tijdens de shows van afgelopen jaren zijn niet aan het oog van de internationale pers voorbijgegaan.

## Categorieën
- Franstalige belofte van het jaar
- Internationale belofte van het jaar
- Franstalige mannelijke artiest van het jaar
- Internationale mannelijke artiest van het jaar
- Franstalige vrouwelijke artiest van het jaar
- Internationale vrouwelijke artiest van het jaar
- Franstalig lied van het jaar
- Internationaal lied van het jaar
- Franstalig album van het jaar
- Internationaal album van het jaar
- Franstalige band of duo van het jaar
- Internationale band of duo van het jaar
- Muzieksite van het jaar (tot 2004)
- Beste concert van het jaar (2000)
- Clip van het jaar (2005 - 2009)
- DJ van het jaar (2007, vanaf 2015)
- NRJ-ereprijs voor een verdienste of carrière (2003 - 2006, en vanaf 2008)
- Vaakst gedownloade titel (2010)

## Winnaars

### Winnaars 2000 – 1e editie
- Franstalige belofte van het jaar: Hélène Ségara
- Internationale belofte van het jaar: Tina Arena
- Franstalige mannelijke artiest van het jaar: David Hallyday
- Internationale mannelijke artiest van het jaar: Will Smith
- Franstalige vrouwelijke artiest van het jaar: Mylène Farmer
- Internationale vrouwelijke artiest van het jaar: Mariah Carey
- Franstalig lied van het jaar: Zebda, Tomber la chemise
- Internationaal lied van het jaar: Lou Bega, Mambo no. 5
- Franstalig album van het jaar: Mylène Farmer, Innamoramento
- Internationaal album van het jaar: Whitney Houston, My Love Is Your Love
- Franstalige band of duo van het jaar: Zebda
- Internationale band of duo van het jaar: Texas
- Muzieksite van het jaar: Indochine
- Beste concert van het jaar: Mylène Farmer

### Winnaars 2001 – 2e editie
- Franstalige belofte van het jaar: Alizée
- Internationale belofte van het jaar: Anastacia
- Franstalige mannelijke artiest van het jaar: Pascal Obispo
- Internationale mannelijke artiest van het jaar: Moby
- Franstalige vrouwelijke artiest van het jaar: Mylène Farmer
- Internationale vrouwelijke artiest van het jaar: Madonna
- Franstalig lied van het jaar: Roméo & Juliette, Les Rois du monde
- Internationaal lied van het jaar: Anastacia, I'm Outta love
- Franstalig album van het jaar: Hélène Ségara, Au nom d'une femme
- Internationaal album van het jaar: Madonna, Music
- Franstalige band of duo van het jaar: Les Dix Commandements
- Internationale band of duo van het jaar: The Corrs
- Muzieksite van het jaar: Alizée

### Winnaars 2002 – 3e editie
- Franstalige belofte van het jaar: Eve Angeli
- Internationale belofte van het jaar: Dido
- Franstalige mannelijke artiest van het jaar: Garou
- Internationale mannelijke artiest van het jaar: Michael Jackson
- Franstalige vrouwelijke artiest van het jaar: Mylène Farmer
- Internationale vrouwelijke artiest van het jaar: Jennifer Lopez
- Franstalig lied van het jaar: Axel Bauer en Zazie, À ma place
- Internationaal lied van het jaar: Geri Halliwell, It's raining men
- Franstalig album van het jaar: Gérald De Palmas, Marcher dans le sable
- Internationaal album van het jaar: Dido, No Angel
- Franstalige band of duo van het jaar: Garou en Céline Dion
- Internationale band of duo van het jaar: Destiny's Child
- Muzieksite van het jaar: Garou

### Winnaars 2003 – 4e editie
- Franstalige belofte van het jaar: Jenifer
- Internationale belofte van het jaar: Las Ketchup
- Franstalige mannelijke artiest van het jaar: Gérald De Palmas
- Internationale mannelijke artiest van het jaar: Billy Crawford
- Franstalige vrouwelijke artiest van het jaar: Mylène Farmer
- Internationale vrouwelijke artiest van het jaar: Shakira
- Franstalig lied van het jaar: Renaud en Axelle Red, Manhattan-Kaboul
- Internationaal lied van het jaar: Shakira, Whenever, Wherever
- Franstalig album van het jaar: Indochine, Paradize
- Internationaal album van het jaar: Shakira, Laundry Service
- Franstalige band of duo van het jaar Renaud en Axelle Red
- Internationale band of duo van het jaar: The Calling
- Muzieksite van het jaar: Jennifer Lopez
- NRJ-ereprijs voor de muziekcarrière: Phil Collins

### Winnaars 2004 – 5e editie
- Franstalige belofte van het jaar: Nolwenn Leroy
- Internationale belofte van het jaar: Evanescence
- Franstalige mannelijke artiest van het jaar: Calogero
- Internationale mannelijke artiest van het jaar: Justin Timberlake
- Franstalige vrouwelijke artiest van het jaar: Jenifer
- Internationale vrouwelijke artiest van het jaar: Dido
- Franstalig lied van het jaar: Kyo, Le Chemin
- Internationaal lied van het jaar: Elton John en Blue, Sorry Seems to Be the Hardest World
- Franstalig album van het jaar: Kyo, Le Chemin
- Internationaal album van het jaar: Dido, Life for Rent
- Franstalige band of duo van het jaar: Kyo
- Internationale band of duo van het jaar: Good Charlotte
- Muzieksite van het jaar: Kyo
- NRJ-ereprijs voor de muziekcarrière: Madonna

### Winnaars 2005 – 6e editie
- Franstalige belofte van het jaar: Emma Daumas
- Internationale belofte van het jaar: Maroon 5
- Franstalige mannelijke artiest van het jaar: Roch Voisine
- Internationale mannelijke artiest van het jaar: Usher
- Franstalige vrouwelijke artiest van het jaar: Jenifer
- Internationale vrouwelijke artiest van het jaar: Avril Lavigne
- Franstalig lied van het jaar: K-Maro, Femme Like U
- Internationaal lied van het jaar: Maroon 5, This love
- Franstalig album van het jaar: Jenifer, Le passage
- Internationaal album van het jaar: The Black Eyed Peas, Elephunk
- Franstalige band of duo van het jaar: Calogero en Passi
- Internationale band of duo van het jaar: Placebo
- Clip van het jaar: Corneille, Parce qu'on vient de loin
- NRJ-ereprijs voor de muziekcarrière: U2

### Winnaars 2006 – 7e editie
- Franstalige belofte van het jaar: Grégory Lemarchal
- Internationale belofte van het jaar: James Blunt
- Franstalige mannelijke artiest van het jaar: Raphaël
- Internationale mannelijke artiest van het jaar: Robbie Williams
- Franstalige vrouwelijke artiest van het jaar: Jenifer
- Internationale vrouwelijke artiest van het jaar: Madonna
- Franstalig lied van het jaar: M. Pokora, Elle me contrôle
- Internationaal lied van het jaar: Shakira, La Tortura
- Franstalig album van het jaar: Mylène Farmer, Avant que l'ombre...
- Internationaal album van het jaar: The Black Eyed Peas, Monkey Business
- Franstalige band of duo van het jaar: Le Roi Soleil
- Internationale band of duo van het jaar: The Black Eyed Peas
- Clip van het jaar: M. Pokora, Elle me contrôle...
- NRJ-ereprijs: Bob Geldof voor het organiseren van Live 8

### Winnaars 2007 – 8e editie
- Franstalige belofte van het jaar: Christophe Maé
- Internationale belofte van het jaar: Nelly Furtado
- Franstalige mannelijke artiest van het jaar: M. Pokora
- Internationale mannelijke artiest van het jaar: Justin Timberlake
- Franstalige vrouwelijke artiest van het jaar: Diam's
- Internationale vrouwelijke artiest van het jaar: Christina Aguilera
- Franstalig lied van het jaar: Diam's, La boulette
- Internationaal lied van het jaar: Rihanna, Unfaithful
- Franstalig album van het jaar: Diam's, Dans ma bulle
- Internationaal album van het jaar: Christina Aguilera, Back to Basics
- Franstalige band of duo van het jaar: Le Roi Soleil
- Internationale band of duo van het jaar: Evanescence
- Clip van het jaar: M. Pokora, De retour
- DJ van het jaar: Bob Sinclar

### Winnaars 2008 – 9e editie
- Franstalige belofte van het jaar: Christophe Willem
- Internationale belofte van het jaar: Mika
- Franstalige mannelijke artiest van het jaar: Christophe Maé
- Internationale mannelijke artiest van het jaar: Justin Timberlake
- Franstalige vrouwelijke artiest van het jaar: Jenifer
- Internationale vrouwelijke artiest van het jaar: Avril Lavigne
- Franstalig lied van het jaar: Christophe Maé, On s'attache
- Internationaal lied van het jaar: Rihanna, Please Don't Stop the Music
- Franstalig album van het jaar: Christophe Willem, Inventaire
- Internationaal album van het jaar: Britney Spears, Blackout
- Franstalige band of duo van het jaar: Superbus
- Internationale band of duo van het jaar: Tokio Hotel
- Clip van het jaar: Fatal Bazooka, Parle à ma main
- NRJ-ereprijs: Céline Dion, Michael Jackson en Kylie Minogue

### Winnaars 2009 – 10e editie
- Franstalige belofte van het jaar: Zaho
- Internationale belofte van het jaar: Jonas Brothers
- Franstalige mannelijke artiest van het jaar: Christophe Maé
- Internationale mannelijke artiest van het jaar: Enrique Iglesias
- Franstalige vrouwelijke artiest van het jaar: Jenifer Bartoli
- Internationale vrouwelijke artiest van het jaar: Britney Spears
- Franstalig lied van het jaar: Christophe Maé, Belle demoiselle
- Internationaal lied van het jaar: Rihanna, Disturbia
- Franstalig album van het jaar: Mylène Farmer, Point de Suture
- Internationaal album van het jaar: Katy Perry, One of the Boys
- Franstalige band of duo van het jaar: Cléopâtre
- Internationale band of duo van het jaar: The Pussycat Dolls
- Clip van het jaar: Britney Spears, Womanizer
- NRJ-ereprijs: Coldplay

### Winnaars 2010 – 11e editie
- Franstalige belofte van het jaar: Florent Mothe
- Internationale belofte van het jaar: Lady Gaga
- Franstalige mannelijke artiest van het jaar: Christophe Willem
- Internationale mannelijke artiest van het jaar: Robbie Williams
- Franstalige vrouwelijke artiest van het jaar: Sofia Essaïdi
- Internationale vrouwelijke artiest van het jaar: Rihanna
- Franstalig lied van het jaar: Florent Mothe, L'Assasymphonie
- Internationaal lied van het jaar: The Black Eyed Peas, I Gotta Feeling
- Franstalig album van het jaar: Christophe Willem, Caféine
- Internationaal album van het jaar: David Guetta, One Love
- Franstalige band of duo van het jaar: Mozart, l'Opéra Rock
- Internationale band of duo van het jaar: Tokio Hotel
- NRJ-ereprijs: Robbie Williams en Beyoncé
- Vaakst gedownloade titel: Helmut Fritz, Ça m'énerve

### Winnaars 2011 – 12e editie
- Franstalige belofte van het jaar: Joyce Jonathan
- Internationale belofte van het jaar: Justin Bieber
- Franstalige mannelijke artiest van het jaar: M. Pokora
- Internationale mannelijke artiest van het jaar: Usher
- Franstalige vrouwelijke artiest van het jaar: Jenifer
- Internationale vrouwelijke artiest van het jaar: Shakira
- Franstalig lied van het jaar: M. Pokora, Juste une photo de toi
- Internationaal lied van het jaar: Shakira, Waka Waka
- Franstalige band of duo van het jaar: Justin Nozuka & Zaho
- Internationale band of duo van het jaar: The Black Eyed Peas
- Concert van het jaar: The Black Eyed Peas
- Clip van het jaar: Lady Gaga & Beyonce: Telephone
- Hit van het jaar: Flo Rida featuring David Guetta: Club can't handle me
- NRJ-ereprijs voor een verdienste of carrière: David Guetta

### Winnaars 2012 – 13e editie
- Franstalige belofte van het jaar: Keen'v
- Internationale belofte van het jaar: Adele
- Franstalige mannelijke artiest van het jaar: M. Pokora
- Internationale mannelijke artiest van het jaar: Mika
- Franstalige vrouwelijke artiest van het jaar: Shy'm
- Internationale vrouwelijke artiest van het jaar: Rihanna
- Franstalig lied van het jaar: M. Pokora, À nos actes manqués
- Internationaal lied van het jaar: Adele, Someone like you
- Franstalige band of duo van het jaar: Simple Plan en Marie-Mai
- Internationale band of duo van het jaar LMFAO
- Clip van het jaar: LMFAO, Party Rock Anthem
- NRJ-diamantprijs: Mylène Farmer voor haar gehele carrière
- NRJ-ereprijs: Shakira, Justin Bieber en Nolwenn Leroy voor best verkochte Franstalige album van het jaar

### Winnaars 2013 – 14e editie
- Franstalige belofte van het jaar: Tal
- Internationale belofte van het jaar: Carly Rae Jepsen
- Franstalige mannelijke artiest van het jaar: M. Pokora
- Internationale mannelijke artiest van het jaar: Bruno Mars
- Franstalige vrouwelijke artiest van het jaar: Shy'm
- Internationale vrouwelijke artiest van het jaar: Rihanna
- Franstalig lied van het jaar: Sexion d'Assault, Avant qu'elle parte
- Internationaal lied van het jaar: PSY, Gangnam Style
- Franstalige band of duo van het jaar: Sexion d'Assault
- Internationale band of duo van het jaar: One Direction
- Clip van het jaar: PSY, Gangnam Style
- NRJ-ereprijs: Johnny Halliday, Patrick Bruel en PSY voor meest bekeken op het internet

De Ierse band One Direction krijgt bovendien een eervolle vermelding voor het 'beste digitale moment' van het jaar, een onderscheiding die buiten de competities om toe wordt gekend.

### Winnaars 15e editie (2003)
- Franstalige belofte van het jaar: Louis Delort
- Internationale belofte van het jaar: James Arthur
- Franstalige mannelijke artiest van het jaar: Stromae
- Internationale mannelijke artiest van het jaar: Bruno Mars
- Franstalige vrouwelijke artiest van het jaar: Tal
- Internationale vrouwelijke artiest van het jaar: Katy Perry
- Franstalig lied van het jaar: Stromae, Formidable
- Internationaal lied van het jaar: Katy Perry, Roar
- Franstalige band of duo van het jaar: Robin des Bois
- Internationale band of duo van het jaar: One Direction
- Clip van het jaar: One Direction, Best Song Ever
- NRJ ereprijs: Christophe Maé

### Winnaars 2014 – 16e editie
- Franstalige belofte van het jaar: Kendji Girac
- Internationale belofte van het jaar: Arianna Grande
- Franstalige mannelijke artiest van het jaar: M Pokora
- Internationale mannelijke artiest van het jaar: Pharrell Williams
- Franstalige vrouwelijke artiest van het jaar: Tal
- Internationale vrouwelijke artiest van het jaar: Sia
- Franstalig lied van het jaar: Kendji Girac, Color Gitano
- Internationaal lied van het jaar: Sia, Chandelier
- Franstalige band of duo van het jaar: Daft Punk
- Internationale band of duo van het jaar: One Direction
- Clip van het jaar: Black M, Mme Pavoshko
- NRJ-ereprijs: Lenny Kravitz en Stromae

### Winnaars 2015 – 17e editie
- Franstalige belofte van het jaar: Louane
- Internationale belofte van het jaar: Ellie Goulding
- Franstalige mannelijke artiest van het jaar: M Pokora
- Internationale mannelijke artiest van het jaar: Ed Sheeran
- Franstalige vrouwelijke artiest van het jaar: Shy'm
- Internationale vrouwelijke artiest van het jaar: Taylor Swift
- Franstalig lied van het jaar: Kendji Girac, Conmigo
- Internationaal lied van het jaar: Wiz Khalifa ft. Charlie Puth, See You Again
- Franstalige band of duo van het jaar: Fréro Delavega
- Internationale band of duo van het jaar: Maroon 5
- Clip van het jaar: Taylor Swift, Bad Blood
- DJ van het jaar: David Guetta
- NRJ-ereprijs: Adele, Charles Aznavour, Justin Bieber en Sting

### Winnaars 2016 – 18e editie
- Franstalige belofte van het jaar: Amir
- Internationale belofte van het jaar: Twenty One Pilots
- Franstalige mannelijke artiest van het jaar: Soprano
- Internationale mannelijke artiest van het jaar: Justin Bieber
- Franstalige vrouwelijke artiest van het jaar: Tal
- Internationale vrouwelijke artiest van het jaar: Sia
- Franstalig lied van het jaar: Amir, J'ai cherché
- Internationaal lied van het jaar: Justin Bieber, Love Yourself
- Franstalige band of duo van het jaar: Fréro Delavega
- Internationale band of duo van het jaar: Coldplay
- Clip van het jaar: Christophe Maé, Il est où le bonheur
- DJ van het jaar: David Guetta
- NRJ-ereprijs: Bruno Mars, Enrique Iglesias en Coldplay voor meest gestreamde lied met Hymn for the Weekend

### Winnaars 2017 – 19e editie
- Franstalige belofte van het jaar: Lisandro Cuxi
- Internationale belofte van het jaar: Rag'N'Bone Man
- Franstalige mannelijke artiest van het jaar: Soprano
- Internationale mannelijke artiest van het jaar: Ed Sheeran
- Franstalige vrouwelijke artiest van het jaar: Louane
- Internationale vrouwelijke artiest van het jaar: Selena Gomez
- Franstalig lied van het jaar: Amir, On dirait
- Internationaal lied van het jaar: Luis Fonsi ft. Daddy Yankee & Justin Bieber, Despacito
- Franstalige band of duo van het jaar: Bigflo et Oli
- Internationale band of duo van het jaar: Imagine Dragons
- Clip van het jaar: Ed Sheeran, Shape of You
- DJ van het jaar: Kungs
- NRJ-ereprijs: The Weeknd, U2, Indochine en Ed Sheeran voor meest gestreamde lied met Shape of You

### Winnaars 2018 – 20e editie
- Franstalige belofte van het jaar: Dadju
- Internationale belofte van het jaar: Camila Cabello
- Franstalige mannelijke artiest van het jaar: Soprano
- Internationale mannelijke artiest van het jaar: Ed Sheeran
- Franstalige vrouwelijke artiest van het jaar: Jain
- Internationale vrouwelijke artiest van het jaar: Arianna Grande
- Franstalig lied van het jaar: Kendji Girac, Pour oublier
- Internationaal lied van het jaar: Maroon 5, Girls Like You
- Franstalige band of duo van het jaar: Bigflo et Oli
- Internationale band of duo van het jaar: Imagine Dragons
- Clip van het jaar: Bigflo et Oli, Demain
- DJ van het jaar: DJ Snake
- NRJ-ereprijs: Shawn Mendes, Muse en Dua Lipa voor meest gestreamde lied met One Kiss